# 나카가와정 (도쿠시마현)
나카가와정(那賀川町)은 도쿠시마현 나카군에 설치되었던 정이다.
2006년 3월 20일, 아난시에 편입해 소멸하였다.

## 지리
아난 평야(나가와 평야)에 위치한다.동부는 기이 수도에 접하고, 남부는 아난 시와의 경계 부근을 나가 강이 흐른다.

## 역사
- 1956년 9월 30일 - 이마즈촌, 히라시마촌이 합병해 성립하였다.
- 1968년 - 정장이 제정되었다.
- 2005년 11월 2일 - - 나카가와의 나카즈에 바다표범 나카짱이 출물하였다.
- 2006년 3월 20일 - 아난시에 편입되었다. 동일 나카가와정은 폐지되었다.

## 교통

### 철도

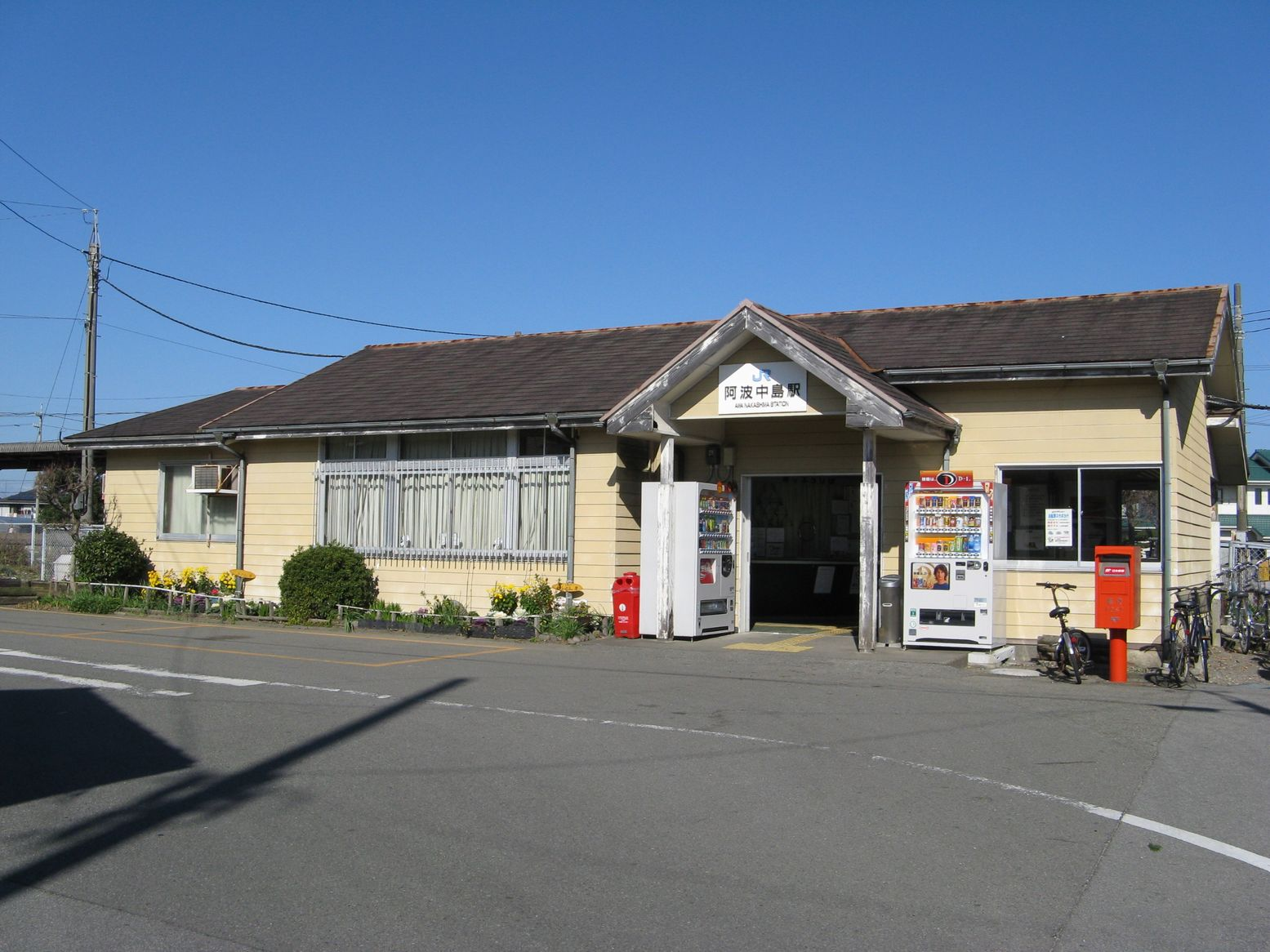
아와나카시마역

- 시코쿠 여객철도 무기 선

### 도로

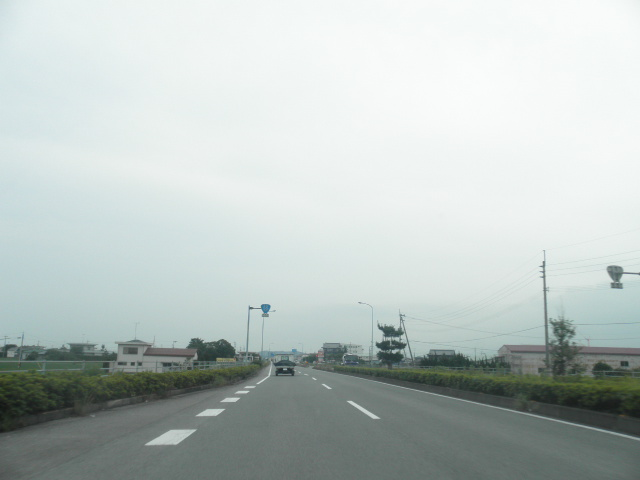
국도 55호 아난 도로
나가카와정 이로가시마자노카미에서 촬영

- 국도 55호선

### 길의 역 공방의 고향 나카가와

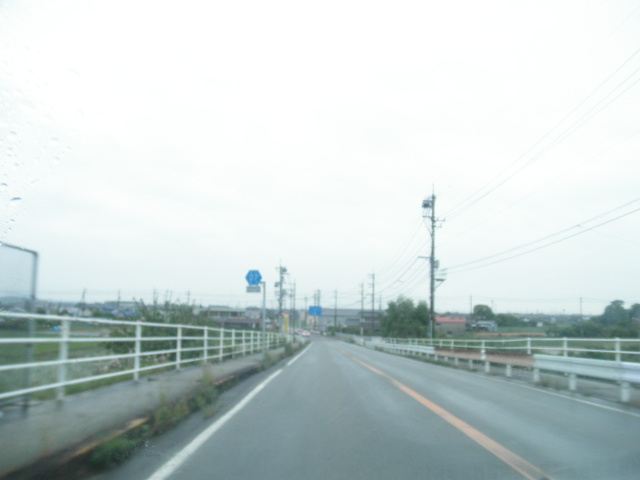
도쿠시마현도 27호 아난나가와선  나가가와정 후루쓰에서 촬영
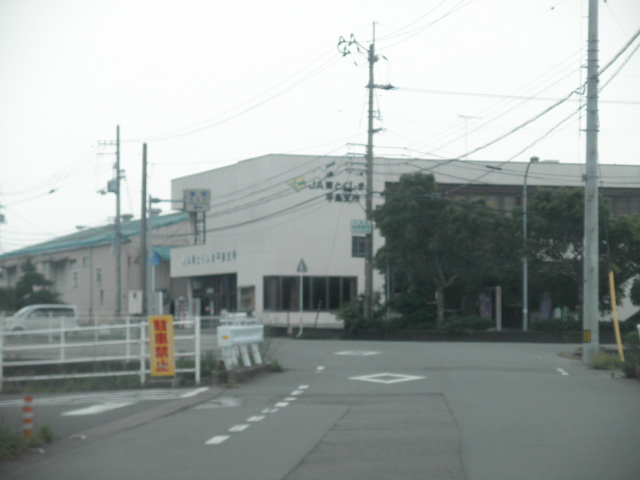
도쿠시마현도 141호 오바야시 나가카와 아난선 나가와정카미 후쿠이자 하시모토에서 촬영
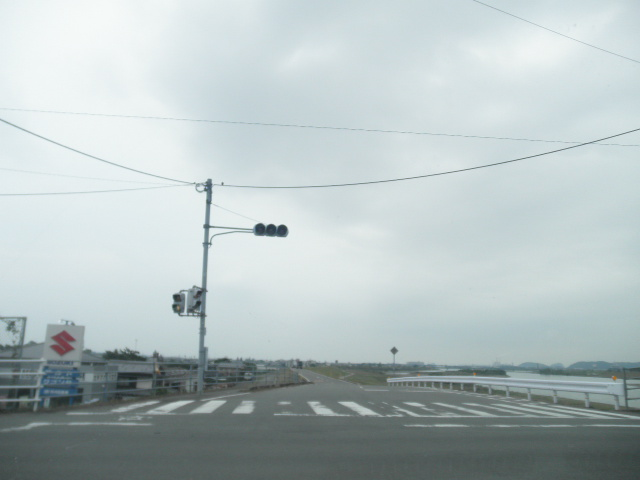
도쿠시마 현도 277호 나카지마 코조 선 나가와정 다이쿄하라에서 촬영